# Laryngal
Ein Laryngal oder Kehlkopflaut ist ein glottaler oder pharyngaler Laut. Der Ausdruck ist von dem altgriechischen Wort λάρυγξ larynx (Genitiv λάρυγγος laryngos) abgeleitet, was „Kehle“ oder „Schlund“ bedeutet.